# Benoît Tremsal
 (janvier 2016).
Si vous disposez d'ouvrages ou d'articles de référence ou si vous connaissez des sites web de qualité traitant du thème abordé ici, merci de compléter l'article en donnant les références utiles à sa vérifiabilité et en les liant à la section « Notes et références ».
Benoit Tremsal est un artiste plasticien franco-allemand né le 1er janvier 1952 à Rupt-sur-Moselle et mort le 8 avril 2022 à Eitorf.
Il vivait et travaillait près de Bonn et Cologne en Allemagne. Sa dernière intervention sur le sol français fut la réalisation en septembre 2007 d'un important « jardin d'artiste » sur la Place des Vosges à Épinal.

## Œuvre
Après de nombreuses années de pratique du dessin, de la peinture et de la performance dans un cercle proche de l'actionnisme viennois notamment Otto Muehl, Tremsal s'est spécialisé au début des années 1990 dans une forme de sculpture paysagère qui trouve ses racines autant dans les Earthworks américains des années 1970 que dans le minimalisme.
Les caractéristiques principales de ces œuvres sont : le renoncement à la verticalité, la notion d'implant (l'œuvre s'inscrit dans le paysage autant que celui-ci dans l'œuvre), des formes géométriques standard.
Tremsal a réalisé depuis de nombreuses sculptures de grandes dimensions dans toute l'Europe.